# 스프링힐 (플로리다주)

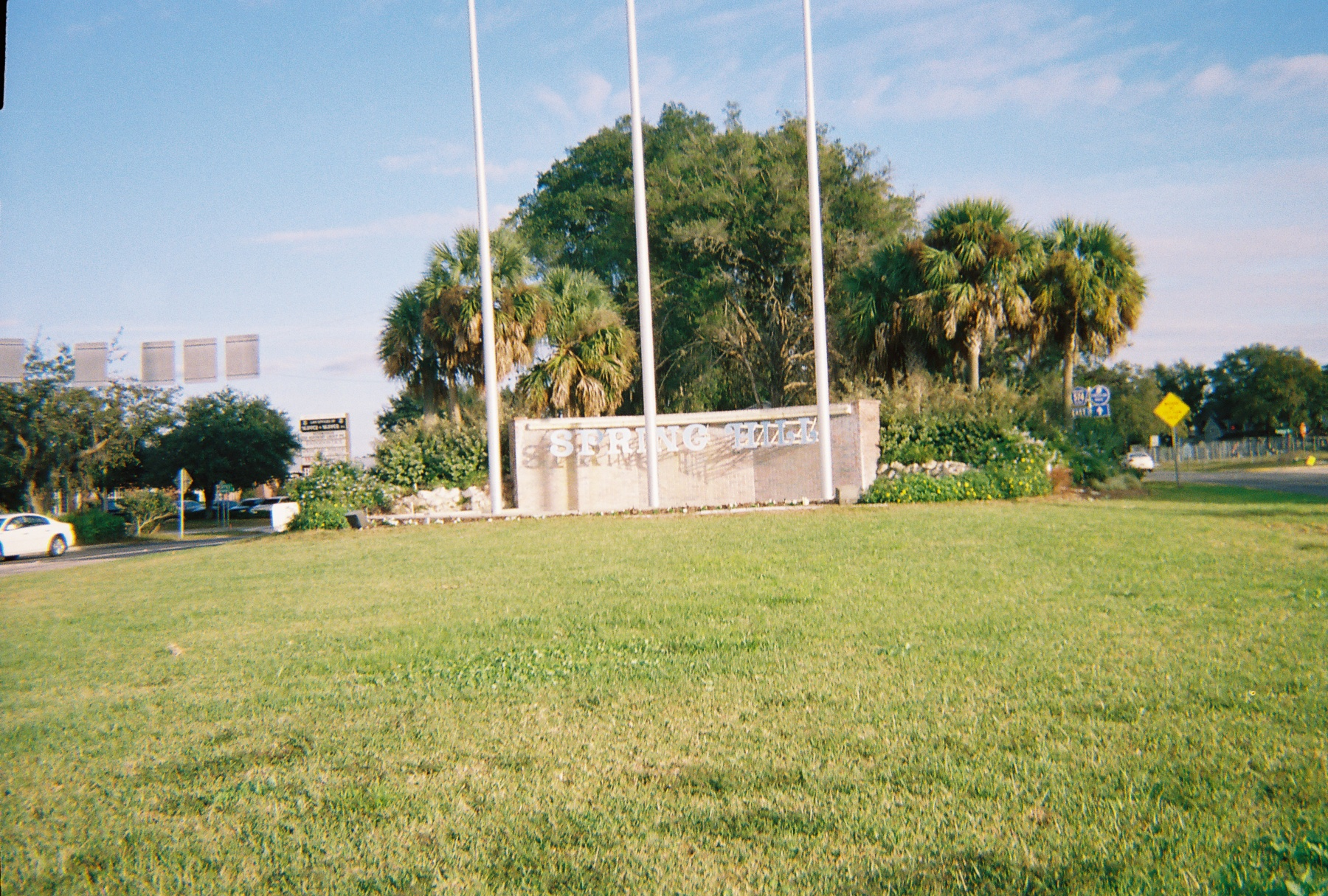

스프링힐(Spring Hill)은 미국 플로리다주 에르난도군의 인구 조사 지정 구역(CDP)이다. 2010년 미국 인구 조사 기준으로 이 지역의 인구 수는 98,621명으로, 2000년 인구 조사 당시 69,078명에 비해 상승한 것이다.
아메리칸 커뮤니티 서베이는 2017년 추산 인구 수를 113,508명으로 예상했다.

## 인구
| 인구조사 | 인구    | Note | %±     |
| -------- | ------- | ---- | ------ |
| 1980년   | 6,468   |      | —      |
| 1990년   | 31,117  |      | 381.1% |
| 2000년   | 69,078  |      | 122.0% |
| 2010년   | 98,621  |      | 42.8%  |
| 2020년   | 113,568 |      | 15.2%  |
| source:  |         |      |        |